# Eleições legislativas regionais nos Açores em 2016
As eleições legislativas regionais nos Açores em 2016, também designadas eleições para a Assembleia Legislativa da Região Autónoma dos Açores, foram realizadas em 16 de outubro. A data foi definida pelo presidente da República Marcelo Rebelo de Sousa a 29 de junho de 2016. A campanha eleitoral decorreu entre os dias 2 e 14 de outubro.

## Listas concorrentes
| Sigla | Sigla     | Partido/Coligação                               |
| ----- | --------- | ----------------------------------------------- |
|       | B.E.      | Bloco de Esquerda                               |
|       | CDS–PP    | CDS – Partido Popular                           |
|       | L/TDA     | Livre/Tempo de Avançar                          |
|       | MAS       | Movimento Alternativa Socialista                |
|       | MPT       | Partido da Terra                                |
|       | PAN       | Pessoas–Animais–Natureza                        |
|       | PCP–PEV   | CDU – Coligação Democrática Unitária            |
|       | PCTP/MRPP | Partido Comunista dos Trabalhadores Portugueses |
|       | PDR       | Partido Democrático Republicano                 |
|       | PPD/PSD   | Partido Social Democrata                        |
|       | PPM       | Partido Popular Monárquico                      |
|       | PS        | Partido Socialista                              |
|       | PURP      | Partido Unidos dos Reformados e Pensionistas    |

Sete partidos/coligações candidatam-se em todos os círculos eleitorais. O CDS–PP e o PPM concorrem a nove círculos, o PCTP/MRPP concorreu a sete, o L/TDA concorreu a três e o MAS e o PURP concorreram a dois.

## Distribuição de deputados por círculo eleitoral
A seguinte tabela contém o número de deputados que cada círculo eleitoral pode eleger.
| Círculo eleitoral | Total de deputados | Eleitores |
| ----------------- | ------------------ | --------- |
| Corvo             | 2                  | 334       |
| Faial             | 4                  | 13 019    |
| Flores            | 3                  | 3 187     |
| Graciosa          | 3                  | 4 411     |
| Pico              | 4                  | 13 496    |
| Santa Maria       | 3                  | 5 499     |
| São Jorge         | 3 (-1)             | 8 648     |
| São Miguel        | 20 (+1)            | 127 206   |
| Terceira          | 10                 | 52 409    |
| Compensação       | 5                  |           |
| Total             | 57                 | 228 259   |

## Cabeças de lista por círculo eleitoral
| Círculo eleitoral | B.E.                                               | CDS–PP                             | PCP–PEV                            | L/TDA                                    | MAS                                      | PCTP/MRPP                                 | MPT                                                  | PDR                                                | PPM                                                  | PS                                        | PURP                | PAN                             | PPD/PSD                                           |
| Círculo eleitoral |                                                    |                                    |                                    |                                          |                                          |                                           |                                                      |                                                    |                                                      |                                           |                     |                                 |                                                   |
| Corvo             | José Manuel Andrade Cabral                         | ——                                 | Mário Jorge Viveiros Braz          | ——                                       | ——                                       | ——                                        | Carlos Fernandes da Silva                            | Maria Isabel do Rosário Vaz da Silva Maia          | Paulo Jorge Abraços Estêvão                          | Iasalde Fraga Nunes                       | ——                  | Dinarte Manuel Andrade Pimentel | Cátia Xavier Nunes                                |
| Faial             | João Ângelo Stattmiller Saldanha Albuquerque Neves | Rui Miguel Oliveira Martins        | João Alberto Bicudo Decq Motta     | ——                                       | ——                                       | Helder Manuel Almeida Raposo Furtado      | Óscar Sousa Martins da Silva                         | Maria Eugénia Dias Jesus Vaz                       | Manuel Humberto Lopes São João                       | Ana Luisa Pereira Luís                    | ——                  | Dário Nelson Silva Lemos Rosa   | Carlos Manuel da Silveira Ferreira (independente) |
| Flores            | Alexandra Patrícia Soares Manes                    | Paulo Jorge Santiago Gomes da Rosa | João Paulo Valadão Corvelo         | ——                                       | ——                                       | ——                                        | Patrícia Susana Baía da Costa Colaço Machado e Jorge | Ana Cristina Barradas Carnaça                      | ——                                                   | Manuel Alberto da Silva Pereira           | ——                  | Lúcia de Freitas Silva          | Bruno Filipe de Freitas Belo                      |
| Graciosa          | Ricardo Henrique Dias Toste                        | André Filipe da Silva Branco       | António Gabriel Botelho da Fonseca | ——                                       | ——                                       | Maria Glorinda Bettencourt Picanço        | Maria do Carmo Antunes da Silva Fernandes            | Salomão Afonso Caridade                            | Arlindo Lorival de Sousa Picanço                     | José Manuel Gregório Ávila                | ——                  | Marlene Susana Raposo Dâmaso    | João Luis Bruto da Costa Machado da Costa         |
| Pico              | Mário Manuel de Castro Moniz                       | Daniel Pereira Rosa                | Sérgio Manuel Goulart Gonçalves    | Filipe Manuel Gomes                      | ——                                       | José Alberto Pereira Lopes                | Clarisse Marisa da Costa Pais de Almeida Lopes       | Nelson Rico de Matos                               | Carlos Alberto da Silva Vitorino                     | Miguel António Moniz Costa                | ——                  | Maria Helena dos Anjos Amaral   | Marco José Freitas da Costa                       |
| Santa Maria       | Carlos Afonso Simões Braga de Oliveira             | João Filipe Lourenço da Silva      | Marco José Moura Coelho            | ——                                       | ——                                       | José Rocha Pereira Júnior (independente)  | Dulce Maria Marques Rosa                             | Anabela da Silva Restolho                          | Emanuel Ascensão Resendes Melo                       | Bárbara Pereira Torres de Medeiros Chaves | ——                  | Sérgio Paulo Costa Nascimento   | Paulo Henrique Parece Batista                     |
| São Jorge         | Paulo Rogério Ávila Fontes                         | Catarina de Oliveira Cabeceiras    | António José Salgado Almeida       | ——                                       | ——                                       | Filipe Manuel Bettencourt Furtado         | António Manuel Ponte Durão                           | Joaquim Miguel dos Santos Pisco                    | Paulo Rogério Gualter da Silveira Brasil             | André Cláudio Gambão Rodrigues            | ——                  | Alexandra Isabel Almeida Gomes  | António Oldemiro das Neves Pedroso                |
| São Miguel        | Zuraida Maria de Almeida Soares                    | Ana Isabel Pacheco da Costa Afonso | Aníbal da Conceição Pires          | José Manuel Viegas Oliveira Neto Azevedo | Eduardo Jorge Pimentel Rodrigues Pereira | Pedro Albergaria Leite Pacheco            | João Carlos Motta Moniz da Silva Gomes               | Rui Guilherme da Costa Estrela                     | Paulo Domingos Alves de Albergaria Botelho de Gusmão | Vasco llídio Alves Cordeiro               | Manuel Borges Moniz | Pedro Miguel Vicente Neves      | Duarte Nuno D' Ávila Martins de Freitas           |
| Terceira          | Paulo José Maio Sousa Mendes                       | Artur Manuel Leal de Lima          | Vitor Nelson Garcia da Silva       | ——                                       | ——                                       | Ludovina de Lurdes Correia da Silva Gomes | Leonel Jorge Maudslay Viana                          | Maria Madalena Matambo Guerra Domingues Natividade | Aline Gallasch-Hall de Beuvink                       | Sérgio Humberto Rocha de Ávila            | ——                  | Jéssica Costa Pacheco           | Mónica Reis Simões Seidi                          |
| Compensação       | Zuraida Maria de Almeida Soares                    | Artur Manuel Leal de Lima          | Aníbal da Conceição Pires          | José Manuel Viegas Oliveira Neto Azevedo | Eduardo Jorge Pimentel Rodrigues Pereira | Pedro Albergaria Leite Pacheco            | João Carlos Motta Moniz da Silva Gomes               | Rui Guilherme da Costa Estrela                     | Paulo Jorge Abraços Estêvão                          | Vasco Ilídio Alves Cordeiro               | Manuel Borges Moniz | Pedro Miguel Vicente Neves      | António Augusto Baptista Soares Marinho           |

## Sondagens
A seguinte tabela mostra as sondagens de opinião realizadas sobre a intenção de voto dos açorianos antes das eleições e no dia das eleições (sondagem à boca das urnas). Apenas estão listados os partidos que estavam na altura representados na Assembleia Legislativa dos Açores. Inclui-se também o resultado das eleições legislativas regionais nos Açores em 2012 para referência
| Data de divulgação | Instituto | PS         | PPD/PSD    | CDS-PP   | PCP–PEV  | B.E.     | PPM      | Indecisos, Outros, Inválidos | Margem de erro | Data de recolha | N.º de entrevistas / Técnica válidas |
| ------------------ | --------- | ---------- | ---------- | -------- | -------- | -------- | -------- | ---------------------------- | -------------- | --------------- | ------------------------------------ |
| Eleições 2012      | n/a       | 49,02%(31) | 33,01%(20) | 5,67%(3) | 2,25%(1) | 1,90%(1) | 0,08%(1) | N/A                          | N/A            | N/A             | N/A                                  |

## Debates

### Cabeças de lista por círculo eleitoral
Os debates entre partidos foram transmitidos pela RTP Açores no programa Eleições Regionais – Açores 2016 – 9 Círculos, 9 Debates.
| Data                   | Moderador        | Intervenientes | Estação televisiva | Ilha        |
| ---------------------- | ---------------- | --- | ------------------ | ----------- |
| 6 de setembro de 2016  | Herberto Gomes   | Iasalde Nunes (PS), Paulo Estevão (PPM) e Mário Brás (PCP–PEV)(a) | RTP Açores         | Corvo       |
| 7 de setembro de 2016  | Herberto Gomes   | Manuel Pereira (PS), Bruno Belo (PPD/PSD), Alexandra Manes (B.E.), Paulo Rosa (CDS–PP) e João Corvelo (PCP–PEV) | RTP Açores         | Flores      |
| 8 de setembro de 2016  | Herberto Gomes   | Manuel São João (PPM), João Decq Mota (PCP–PEV), Rui Martins (CDS–PP), João Stattmiller (B.E.), Carlos Ferreira (PPD/PSD) e Ana Luís (PS) | RTP Açores         | Faial       |
| 9 de setembro de 2016  | Roberto Morais   | Filipe Gomes (L/TDA), Carlos Vitorino (PPM), Helena Amaral (PAN), Daniel Rosa (CDS–PP), Sérgio Gonçalves (PCP–PEV), Marco Costa (PSD) e Miguel Costa (PS) | RTP Açores         | Pico        |
| 12 de setembro de 2016 | Nuno Neves       | Paulo Fontes (B.E.), Catarina Cabeceiras (CDS–PP), António Salgado Almeida (PCP–PEV), António Pedroso (PPD/PSD) e André Rodrigues (PS) | RTP Açores         | São Jorge   |
| 13 de setembro de 2016 | Nuno Neves       | José Ávila (PS), João Bruto da Costa (PPD/PSD), António Fonseca (PCP–PEV), André Branco (CDS–PP) e Ricardo Toste (B.E.) | RTP Açores         | Graciosa    |
| 14 de setembro de 2016 | Herberto Gomes   | Bárbara Chaves (PS), Paulo Parece (PPD/PSD), Marco Coelho (PCP–PEV), João Filipe Silva (CDS–PP), Carlos Oliveira (B.E.) e Emanuel Melo (PPM) | RTP Açores         | Santa Maria |
| 15 de setembro de 2016 | Luciano Barcelos | Sérgio Ávila (PS), Mónica Seidi (PPD/PSD), Vítor Silva (PCP–PEV), Artur Lima (CDS–PP), Paulo Mendes (B.E.) e Aline de Beuvink (PPM) | RTP Açores         | Terceira    |
| 16 de setembro de 2016 | Berta Tavares    | Pedro Neves (PAN), João Motta Gomes (MPT), Pedro Leite Pacheco (PCTP/MRPP), José Azevedo (L/TDA), Ana Afonso (CDS–PP), Manuel Moniz (PURP), Aníbal Pires (PCP–PEV), Lúcia Arruda (B.E.), André Bradford (PS), Luís Maurício (PPD/PSD), Eduardo Pimentel (MAS) e Paulo Gusmão (PPM) | RTP Açores         | São Miguel  |

Notas:
↑(a)  Cátia Nunes, cabeça de lista pelo Corvo do PPD/PSD, não pôde estar presente no debate por razões de saúde.

### Líderes partidários
Os debates entre partidos foram transmitidos pela RTP Açores no programa Eleições Regionais – Açores 2016 – Frente a Frente.
| Data           | Intervenientes                                      | Moderador(es) | Estação televisiva |
| -------------- | --------------------------------------------------- | ------------- | ------------------ |
| 18 de setembro | Duarte Freitas (PPD/PSD) vs. Artur Lima (CDS–PP)    | Rui Goulart   | RTP Açores         |
| 19 de setembro | Vasco Cordeiro (PS) vs. Paulo Estêvão (PPM)         | Rui Goulart   | RTP Açores         |
| 20 de setembro | Zuraida Soares (B.E.) vs. Aníbal Pires (PCP–PEV)    | Rui Goulart   | RTP Açores         |
| 21 de setembro | Vasco Cordeiro (PS) vs. Duarte Freitas (PPD/PSD)    | Rui Goulart   | RTP Açores         |
| 22 de setembro | Artur Lima (CDS–PP) vs. Aníbal Pires (PCP–PEV)      | Rui Goulart   | RTP Açores         |
| 23 de setembro | Zuraida Soares (B.E.) vs. Paulo Estêvão (PPM)       | Rui Goulart   | RTP Açores         |
| 24 de setembro | Duarte Freitas (PPD/PSD) vs. Zuraida Soares (B.E.)  | Rui Goulart   | RTP Açores         |
| 25 de setembro | Vasco Cordeiro (PS) vs. Artur Lima (CDS–PP)         | Rui Goulart   | RTP Açores         |
| 26 de setembro | Aníbal Pires (PCP–PEV) vs. Paulo Estêvão (PPM)      | Rui Goulart   | RTP Açores         |
| 27 de setembro | Zuraida Soares (B.E.) vs. Artur Lima (CDS-PP)       | Rui Goulart   | RTP Açores         |
| 28 de setembro | Duarte Freitas (PPD/PSD) vs. Paulo Estêvão (PPM)    | Rui Goulart   | RTP Açores         |
| 29 de setembro | Aníbal Pires (PCP–PEV) vs. Vasco Cordeiro (PS)      | Rui Goulart   | RTP Açores         |
| 30 de setembro | Aníbal Pires (PCP–PEV) vs. Duarte Freitas (PPD/PSD) | Rui Goulart   | RTP Açores         |
| 1 de outubro   | Paulo Estêvão (PPM) vs. Artur Lima (CDS–PP)         | Rui Goulart   | RTP Açores         |
| 2 de outubro   | Vasco Cordeiro (PS) vs. Zuraida Soares (B.E.)       | Rui Goulart   | RTP Açores         |

## Resultados oficiais
| Partido   | Partido Socialista | Partido Social Democrata | CDS – Partido Popular | Bloco de Esquerda | CDU – Coligação Democrática Unitária | Partido Popular Monárquico |
| Partido   |                    |                          |                       |                   |                                      |                            |
| Líder     | Vasco Cordeiro     | Duarte Freitas           | Artur Lima            | Zuraida Soares    | Aníbal Pires                         | Paulo Estêvâo              |
| Líder     |                    |                          |                       |                   |                                      |                            |
| Votos     | 43 266 (46,4%)     | 28 790 (30,9%)           | 6 674 (7,2%)          | 3 410 (3,7%)      | 2 431 (2,6%)                         | 866 (0,9%)                 |
| Votos     |                    |                          |                       |                   |                                      |                            |
| Deputados | 30 (52.6%)         | 19 (33.3%)               | 4 (7.0%)              | 2 (3.5%)          | 1 (1.8%)                             | 1 (1.8%)                   |
| Deputados |                    |                          |                       |                   |                                      |                            |

| 30 | 19      | 4      | 2    | 1       | 1   |
| PS | PPD/PSD | CDS–PP | B.E. | PCP–PEV | PPM |

| Partido                                   | Partido                                         | Votos   | %               | +/-     | Deputados | +/-     |
| ----------------------------------------- | ----------------------------------------------- | ------- | --------------- | ------- | --------- | ------- |
|                                           | Partido Socialista                              | 43 266  | 46,43 / 100,00  | 2,59    | 30 / 57   | 1       |
|                                           | Partido Social Democrata                        | 28 790  | 30,89 / 100,00  | 2,12    | 19 / 57   | 1       |
|                                           | CDS – Partido Popular                           | 6 674   | 7,16 / 100,00   | 1,49    | 4 / 57    | 1       |
|                                           | Bloco de Esquerda                               | 3 410   | 3,66 / 100,00   | 1,41    | 2 / 57    | 1       |
|                                           | CDU – Coligação Democrática Unitária (a)        | 2 431   | 2,61 / 100,00   | 0,91    | 1 / 57    | Estável |
|                                           | Pessoas–Animais–Natureza                        | 1 332   | 1,43 / 100,00   | 0,80    | 0 / 57    | Estável |
|                                           | Partido Popular Monárquico                      | 866     | 0,93 / 100,00   | 0,85    | 1 / 57    | Estável |
|                                           | Partido Unido dos Reformados e Pensionistas     | 451     | 0,48 / 100,00   | Novo    | 0 / 57    | Novo    |
|                                           | Partido da Terra                                | 343     | 0,37 / 100,00   | 0,40    | 0 / 57    | Estável |
|                                           | Partido Comunista dos Trabalhadores Portugueses | 302     | 0,32 / 100,00   | Estável | 0 / 57    | Estável |
|                                           | Livre/Tempo de Avançar                          | 227     | 0,24 / 100,00   | Novo    | 0 / 57    | Novo    |
|                                           | Partido Democrático Republicano                 | 84      | 0,09 / 100,00   | Novo    | 0 / 57    | Novo    |
|                                           | Movimento Alternativa Socialista                | 66      | 0,07 / 100,00   | Novo    | 0 / 57    | Novo    |
| Votos inválidos                           | Votos inválidos                                 | 4 947   | 5,31 / 100,00   | 0,89    |           |         |
| Total                                     | Total                                           | 93 189  | 100,00 / 100,00 |         | 57 / 57   |         |
| Eleitorado/Participação                   | Eleitorado/Participação                         | 228 719 | 48,84 / 100,00  | 7,02    |           |         |
| Fonte                                     | Fonte                                           | [ 11 ]  | [ 11 ]          | [ 11 ]  | [ 11 ]    | [ 11 ]  |
| (a) Coligação permanente entre PCP e PEV. |                                                 |         |                 |         |           |         |

## Tabela de resultados

### Corvo
| Partidos                | Partidos                             | Votos | %               | +/-  | Deputados | +/-     |
| ----------------------- | ------------------------------------ | ----- | --------------- | ---- | --------- | ------- |
|                         | Partido Socialista                   | 94    | 36,72 / 100,00  | 4,28 | 1 / 2     | Estável |
|                         | Partido Popular Monárquico           | 82    | 32,03 / 100,00  | 0,53 | 1 / 2     | Estável |
|                         | Partido Social Democrata             | 67    | 26,17 / 100,00  | -    | 0 / 2     | -       |
|                         | CDU – Coligação Democrática Unitária | 4     | 1,56 / 100,00   | 0,09 | 0 / 2     | Estável |
|                         | Pessoas–Animais–Natureza             | 2     | 0,78 / 100,00   | -    | 0 / 2     | -       |
|                         | Bloco de Esquerda                    | 1     | 0,39 / 100,00   | 1,08 | 0 / 2     | Estável |
|                         | Partido Democrático Republicano      | 0     | 0,00 / 100,00   | Novo | 0 / 2     | Novo    |
|                         | Partido da Terra                     | 0     | 0,00 / 100,00   | -    | 0 / 2     | -       |
| Votos inválidos         | Votos inválidos                      | 6     | 2,34 / 100,00   | 1,32 |           |         |
| Total                   | Total                                | 256   | 100,00 / 100,00 |      | 2 / 2     |         |
| Eleitorado/Participação | Eleitorado/Participação              | 334   | 76,65 / 100,00  | 1,35 |           |         |

### Faial
| Partidos                | Partidos                                        | Votos  | %               | +/-   | Deputados | +/-     |
| ----------------------- | ----------------------------------------------- | ------ | --------------- | ----- | --------- | ------- |
|                         | Partido Social Democrata                        | 2 695  | 41,15 / 100,00  | 3,75  | 2 / 4     | Estável |
|                         | Partido Socialista                              | 2 133  | 32,56 / 100,00  | 10,85 | 2 / 4     | Estável |
|                         | CDS – Partido Popular                           | 428    | 6,53 / 100,00   | 3,67  | 0 / 4     | Estável |
|                         | Bloco de Esquerda                               | 422    | 6,44 / 100,00   | 4,21  | 0 / 4     | Estável |
|                         | CDU – Coligação Democrática Unitária            | 299    | 4,56 / 100,00   | 0,60  | 0 / 4     | Estável |
|                         | Partido Popular Monárquico                      | 96     | 1,47 / 100,00   | -     | 0 / 4     | -       |
|                         | Pessoas–Animais–Natureza                        | 78     | 1,19 / 100,00   | -     | 0 / 4     | -       |
|                         | Partido Comunista dos Trabalhadores Portugueses | 38     | 0,56 / 100,00   | -     | 0 / 4     | -       |
|                         | Partido da Terra                                | 28     | 0,43 / 100,00   | 0,07  | 0 / 4     | Estável |
|                         | Partido Democrático Republicano                 | 7      | 0,11 / 100,00   | Novo  | 0 / 4     | Novo    |
| Votos inválidos         | Votos inválidos                                 | 326    | 4,98 / 100,00   | 0,72  |           |         |
| Total                   | Total                                           | 6 550  | 100,00 / 100,00 |       | 4 / 4     |         |
| Eleitorado/Participação | Eleitorado/Participação                         | 13 019 | 50,33 / 100,00  | 3,09  |           |         |

### Flores
| Partidos                | Partidos                             | Votos | %               | +/-   | Deputados | +/-     |
| ----------------------- | ------------------------------------ | ----- | --------------- | ----- | --------- | ------- |
|                         | CDU – Coligação Democrática Unitária | 655   | 32,47 / 100,00  | 29,60 | 1 / 3     | 1       |
|                         | Partido Socialista                   | 478   | 23,70 / 100,00  | 25,48 | 1 / 3     | 1       |
|                         | Partido Social Democrata             | 424   | 21,02 / 100,00  | 8,86  | 1 / 3     | Estável |
|                         | CDS – Partido Popular                | 342   | 16,96 / 100,00  | 3,41  | 0 / 3     | Estável |
|                         | Bloco de Esquerda                    | 26    | 1,29 / 100,00   | 0,44  | 0 / 3     | Estável |
|                         | Pessoas–Animais–Natureza             | 8     | 0,40 / 100,00   | -     | 0 / 3     | -       |
|                         | Partido Democrático Republicano      | 4     | 0,20 / 100,00   | Novo  | 0 / 3     | Novo    |
|                         | Partido da Terra                     | 2     | 0,10 / 100,00   | 0,65  | 0 / 3     | Estável |
| Votos inválidos         | Votos inválidos                      | 78    | 3,87 / 100,00   | 1,19  |           |         |
| Total                   | Total                                | 2 017 | 100,00 / 100,00 |       | 3 / 3     |         |
| Eleitorado/Participação | Eleitorado/Participação              | 3 187 | 63,33 / 100,00  | 2,46  |           |         |

### Graciosa
| Partidos                | Partidos                                        | Votos | %               | +/-   | Deputados | +/-     |
| ----------------------- | ----------------------------------------------- | ----- | --------------- | ----- | --------- | ------- |
|                         | Partido Socialista                              | 1 319 | 54,55 / 100,00  | 11,68 | 2 / 3     | 1       |
|                         | Partido Social Democrata                        | 888   | 36,72 / 100,00  | 13,97 | 1 / 3     | 1       |
|                         | CDS – Partido Popular                           | 42    | 1,74 / 100,00   | 0,10  | 0 / 3     | Estável |
|                         | Bloco de Esquerda                               | 27    | 1,12 / 100,00   | 0,50  | 0 / 3     | Estável |
|                         | CDU – Coligação Democrática Unitária            | 11    | 0,45 / 100,00   | 0,3   | 0 / 3     | Estável |
|                         | Partido Popular Monárquico                      | 11    | 0,45 / 100,00   | -     | 0 / 3     | -       |
|                         | Partido Comunista dos Trabalhadores Portugueses | 5     | 0,21 / 100,00   | -     | 0 / 3     | -       |
|                         | Pessoas–Animais–Natureza                        | 4     | 0,17 / 100,00   | -     | 0 / 3     | -       |
|                         | Partido da Terra                                | 2     | 0,08 / 100,00   | 0,07  | 0 / 3     | Estável |
|                         | Partido Democrático Republicano                 | 0     | 0,00 / 100,00   | Novo  | 0 / 3     | Novo    |
| Votos inválidos         | Votos inválidos                                 | 109   | 4,51 / 100,00   | 2,47  |           |         |
| Total                   | Total                                           | 2 418 | 100,00 / 100,00 |       | 3 / 3     |         |
| Eleitorado/Participação | Eleitorado/Participação                         | 4 411 | 54,88 / 100,00  | 6,49  |           |         |

### Pico
| Partidos                | Partidos                                        | Votos  | %               | +/-  | Deputados | +/-     |
| ----------------------- | ----------------------------------------------- | ------ | --------------- | ---- | --------- | ------- |
|                         | Partido Socialista                              | 2 647  | 39,52 / 100,00  | 6,18 | 2 / 4     | Estável |
|                         | Partido Social Democrata                        | 2 532  | 37,80 / 100,00  | 0.04 | 2 / 4     | Estável |
|                         | CDS – Partido Popular                           | 941    | 14,05 / 100,00  | 5,88 | 0 / 4     | Estável |
|                         | CDU – Coligação Democrática Unitária            | 101    | 1,51 / 100,00   | 0,10 | 0 / 4     | Estável |
|                         | Bloco de Esquerda                               | 76     | 1,13 / 100,00   | 0.06 | 0 / 4     | Estável |
|                         | Pessoas–Animais–Natureza                        | 41     | 0,61 / 100,00   | -    | 0 / 4     | -       |
|                         | Partido Popular Monárquico                      | 24     | 0,36 / 100,00   | -    | 0 / 4     | -       |
|                         | Livre/Tempo de Avançar                          | 22     | 0,33 / 100,00   | Novo | 0 / 4     | Novo    |
|                         | Partido Comunista dos Trabalhadores Portugueses | 16     | 0,24 / 100,00   | -    | 0 / 4     | -       |
|                         | Partido da Terra                                | 11     | 0,16 / 100,00   | 0,18 | 0 / 4     | Estável |
|                         | Partido Democrático Republicano                 | 6      | 0,09 / 100,00   | Novo | 0 / 4     | Novo    |
| Votos inválidos         | Votos inválidos                                 | 281    | 4,20 / 100,00   | 0,20 |           |         |
| Total                   | Total                                           | 6 698  | 100,00 / 100,00 |      | 4 / 4     |         |
| Eleitorado/Participação | Eleitorado/Participação                         | 13 496 | 49,65 / 100,00  | 5,16 |           |         |

### Santa Maria
| Partidos                | Partidos                                        | Votos | %               | +/-   | Deputados | +/-     |
| ----------------------- | ----------------------------------------------- | ----- | --------------- | ----- | --------- | ------- |
|                         | Partido Socialista                              | 1 103 | 50,27 / 100,00  | 4,97  | 2 / 3     | Estável |
|                         | Partido Social Democrata                        | 638   | 29,08 / 100,00  | 0,52  | 1 / 3     | Estável |
|                         | CDU – Coligação Democrática Unitária            | 181   | 8,25 / 100,00   | 1,26  | 0 / 3     | Estável |
|                         | Bloco de Esquerda                               | 97    | 4,42 / 100,00   | 3,11  | 0 / 3     | Estável |
|                         | CDS – Partido Popular                           | 40    | 1,82 / 100,00   | 0,52  | 0 / 3     | Estável |
|                         | Pessoas–Animais–Natureza                        | 17    | 0,77 / 100,00   | -     | 0 / 3     | -       |
|                         | Partido Popular Monárquico                      | 12    | 0,55 / 100,00   | -     | 0 / 3     | -       |
|                         | Partido Comunista dos Trabalhadores Portugueses | 8     | 0,36 / 100,00   | 0,10  | 0 / 3     | Estável |
|                         | Partido da Terra                                | 6     | 0,27 / 100,00   | 0,15  | 0 / 3     | Estável |
|                         | Partido Democrático Republicano                 | 2     | 0,09 / 100,00   | Novo  | 0 / 3     | Novo    |
| Votos inválidos         | Votos inválidos                                 | 90    | 4,11 / 100,00   | 1,04  |           |         |
| Total                   | Total                                           | 2 194 | 100,00 / 100,00 |       | 3 / 3     |         |
| Eleitorado/Participação | Eleitorado/Participação                         | 5 499 | 39,94 / 100,00  | 10,11 |           |         |

### São Jorge
| Partidos                | Partidos                                        | Votos | %               | +/-   | Deputados | +/-     |
| ----------------------- | ----------------------------------------------- | ----- | --------------- | ----- | --------- | ------- |
|                         | Partido Socialista                              | 1 790 | 39,54 / 100,00  | 1,66  | 1 / 3     | 1       |
|                         | CDS – Partido Popular                           | 1 190 | 26,29 / 100,00  | 6,51  | 1 / 3     | Estável |
|                         | Partido Social Democrata                        | 969   | 21,40 / 100,00  | 10,89 | 1 / 3     | Estável |
|                         | CDU – Coligação Democrática Unitária            | 136   | 3,00 / 100,00   | 1,50  | 0 / 3     | Estável |
|                         | Bloco de Esquerda                               | 126   | 2,78 / 100,00   | 1,78  | 0 / 3     | Estável |
|                         | Partido Popular Monárquico                      | 31    | 0,68 / 100,00   | -     | 0 / 3     | -       |
|                         | Pessoas–Animais–Natureza                        | 30    | 0,66 / 100,00   | -     | 0 / 3     | -       |
|                         | Partido Comunista dos Trabalhadores Portugueses | 25    | 0,55 / 100,00   | -     | 0 / 3     | -       |
|                         | Partido da Terra                                | 5     | 0,11 / 100,00   | 0,20  | 0 / 3     | Estável |
|                         | Partido Democrático Republicano                 | 4     | 0,09 / 100,00   | Novo  | 0 / 3     | Novo    |
| Votos inválidos         | Votos inválidos                                 | 221   | 4,88 / 100,00   | 1,66  |           |         |
| Total                   | Total                                           | 4 527 | 100,00 / 100,00 |       | 3 / 3     | 1       |
| Eleitorado/Participação | Eleitorado/Participação                         | 8 648 | 52,39 / 100,00  | 6,71  |           |         |

### São Miguel
| Partidos                | Partidos                                        | Votos   | %               | +/-  | Deputados | +/-     |
| ----------------------- | ----------------------------------------------- | ------- | --------------- | ---- | --------- | ------- |
|                         | Partido Socialista                              | 23 135  | 49,24 / 100,00  | 2,20 | 12 / 20   | Estável |
|                         | Partido Social Democrata                        | 14 379  | 30,61 / 100,00  | 2,16 | 7 / 20    | Estável |
|                         | Bloco de Esquerda                               | 1 964   | 4,18 / 100,00   | 1,59 | 1 / 20    | 1       |
|                         | CDS – Partido Popular                           | 1 509   | 3,21 / 100,00   | 1,07 | 0 / 20    | Estável |
|                         | Pessoas–Animais–Natureza                        | 912     | 1,94 / 100,00   | 0,75 | 0 / 20    | Estável |
|                         | CDU – Coligação Democrática Unitária            | 718     | 1,53 / 100,00   | 0,11 | 0 / 20    | Estável |
|                         | Partido Popular Monárquico                      | 541     | 1,15 / 100,00   | -    | 0 / 20    | -       |
|                         | Partido Unido dos Reformados e Pensionistas     | 451     | 0,96 / 100,00   | Novo | 0 / 20    | Novo    |
|                         | Partido da Terra                                | 241     | 0,51 / 100,00   | 0,56 | 0 / 20    | Estável |
|                         | Livre/Tempo de Avançar                          | 205     | 0,44 / 100,00   | Novo | 0 / 20    | Novo    |
|                         | Partido Comunista dos Trabalhadores Portugueses | 159     | 0,34 / 100,00   | 0,14 | 0 / 20    | Estável |
|                         | Movimento Alternativa Socialista                | 66      | 0,14 / 100,00   | Novo | 0 / 20    | Novo    |
|                         | Partido Democrático Republicano                 | 50      | 0,11 / 100,00   | Novo | 0 / 20    | Novo    |
| Votos inválidos         | Votos inválidos                                 | 2 650   | 5,64 / 100,00   | 1,26 |           |         |
| Total                   | Total                                           | 46 980  | 100,00 / 100,00 |      | 20 / 20   | 1       |
| Eleitorado/Participação | Eleitorado/Participação                         | 127 206 | 36,94 / 100,00  | 8,70 |           |         |

### Terceira
| Partidos                | Partidos                                        | Votos  | %               | +/-  | Deputados | +/-     |
| ----------------------- | ----------------------------------------------- | ------ | --------------- | ---- | --------- | ------- |
|                         | Partido Socialista                              | 10 567 | 49,04 / 100,00  | 1,47 | 6 / 10    | Estável |
|                         | Partido Social Democrata                        | 6 198  | 28,76 / 100,00  | 1,08 | 3 / 10    | Estável |
|                         | CDS – Partido Popular                           | 2 182  | 10,13 / 100,00  | 0,88 | 1 / 10    | Estável |
|                         | Bloco de Esquerda                               | 671    | 3,11 / 100,00   | 0,57 | 0 / 10    | Estável |
|                         | CDU – Coligação Democrática Unitária            | 326    | 1,51 / 100,00   | 0,25 | 0 / 10    | Estável |
|                         | Pessoas–Animais–Natureza                        | 240    | 1,11 / 100,00   | -    | 0 / 10    | -       |
|                         | Partido Popular Monárquico                      | 69     | 0,32 / 100,00   | -    | 0 / 10    | -       |
|                         | Partido Comunista dos Trabalhadores Portugueses | 51     | 0,24 / 100,00   | 0,02 | 0 / 10    | Estável |
|                         | Partido da Terra                                | 48     | 0,22 / 100,00   | 0,28 | 0 / 10    | Estável |
|                         | Partido Democrático Republicano                 | 11     | 0,05 / 100,00   | Novo | 0 / 10    | Novo    |
| Votos inválidos         | Votos inválidos                                 | 1 186  | 5,50 / 100,00   | 0,16 |           |         |
| Total                   | Total                                           | 21 549 | 100,00 / 100,00 |      | 10 / 10   |         |
| Eleitorado/Participação | Eleitorado/Participação                         | 52 409 | 41,10 / 100,00  | 4,40 |           |         |

### Compensação
| Partidos | Partidos                                        | Deputados | +/-     |
| -------- | ----------------------------------------------- | --------- | ------- |
|          | CDS – Partido Popular                           | 2 / 5     | 1       |
|          | Partido Socialista                              | 1 / 5     | Estável |
|          | Partido Social Democrata                        | 1 / 5     | Estável |
|          | Bloco de Esquerda                               | 1 / 5     | Estável |
|          | CDU – Coligação Democrática Unitária            | 0 / 5     | 1       |
|          | Partido Popular Monárquico                      | 0 / 5     | Estável |
|          | Pessoas–Animais–Natureza                        | 0 / 5     | Estável |
|          | Partido Unido dos Reformados e Pensionistas     | 0 / 5     | Novo    |
|          | Partido da Terra                                | 0 / 5     | Estável |
|          | Partido Comunista dos Trabalhadores Portugueses | 0 / 5     | Estável |
|          | Livre/Tempo de Avançar                          | 0 / 5     | Novo    |
|          | Partido Democrático Republicano                 | 0 / 5     | Novo    |
|          | Movimento Alternativa Socialista                | 0 / 5     | Novo    |